# Anton Ullrich
Johannes Anton Ullrich (* 1. August 1826 in Maikammer, Rheinland-Pfalz; † 11. Mai 1895 in Maikammer) war ein deutscher Erfinder. Anton Ullrich entwickelte mit seinem Bruder Franz Ullrich die Gelenkfedersperre an Gelenkmaßstäben, die es ermöglichte mit klappbaren Zollstöcken in der Waagerechten und Senkrechten zu messen, ohne dass diese zusammenklappten. Im Jahr 1886 wurde die Erfindung mit Erfolg als „Neuerung an Gelenkmaßstäben mit Federsperrung“ zum Patent angemeldet.  Auf der Pariser Weltausstellung 1889 konnte die Erfindung einen enormen Erfolg verzeichnen.

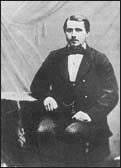
Anton Ullrich

## Leben und Wirken

### Anfänge und Patent
Ullrich übernahm 1851 von seinem verstorbenen Vater Leonhard (1793–1838) einen Landhandel mit Kolonial- und Textilwaren in Maikammer. Die Brüder Ullrich hatten zwei Schwestern geheiratet und Anton etablierte das Geschäft in dem Anwesen der Schwiegereltern in der Hartmannstraße 5, das den nötigen Platz bot.
Die ersten Geschäftsjahre waren allerdings von einer wirtschaftlichen Krise gezeichnet und Anton Ullrich suchte nach einem zweiten Standbein. Ein Schreiner, dem er bei der Fertigung einer „Elle“ zugesehen hatte, brachte ihn auf die Idee, Gelenkmaßstäbe anzufertigen. So entstand die erste Maßstabfabrik auf deutschem Boden. 1855 kaufte Anton eine Maschine zur Gradierung von Messlatten von der Pariser Weltausstellung.
Drei Jahre später, 1858, bot er seinem vier Jahre jüngeren Bruder Franz die Teilhaberschaft an, woraufhin dieser in den Betrieb einstieg. Die Produktionspalette wurde nach und nach erweitert. Es wurden unter anderem Kuh- und Pferdestriegel, sowie Blechgeschirre angefertigt (1868) und eine Verzinnerei in Betrieb genommen (1869).
Am 10. September 1886 meldeten die Gebrüder Ullrich ein Patent für die Federsperre an Gelenkmaßstäben an, die es ermöglichte mit klappbaren Zollstöcken in der Waagerechten und Senkrechten zu messen, ohne dass diese zusammenklappten. Damit gelten beide zusammen als Erfinder des in der heutigen Form gebräuchlichen Gliedermaßstabs. Auf der Pariser Weltausstellung 1889 konnte die Erfindung einen enormen Erfolg verzeichnen.

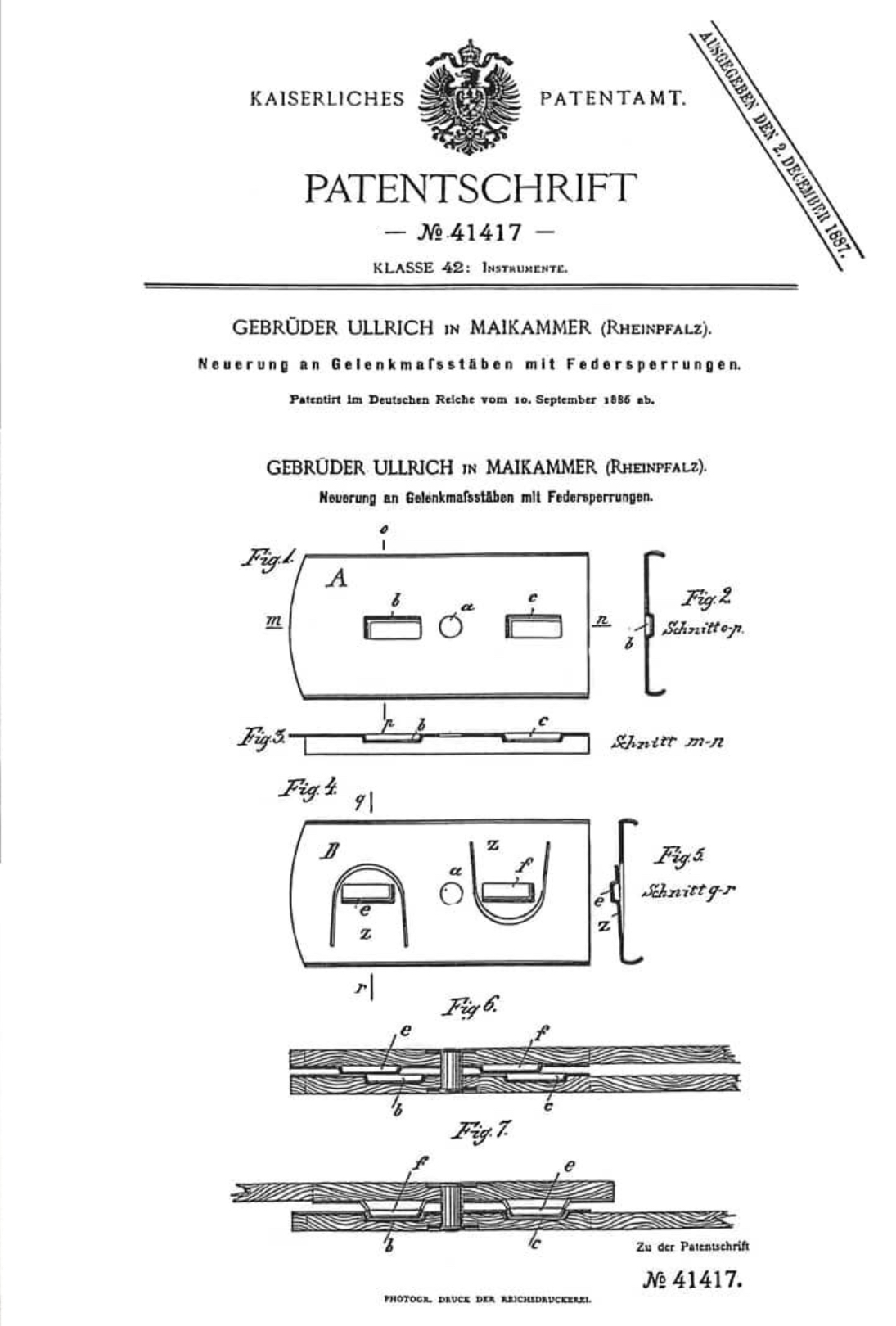
Auszug aus dem Patent der Gebrüder Ullrich, 1886

### Emaille-Fabrik „Gebrüder Ullrich“
1877 wurde zusätzlich zum Landhandel ein Emaillierwerk gegründet, 1884 wurde die Fabrik erweitert und man verzeichnete 250 Mitarbeiter.
1890 wurde die Firma als „Emaillier-und Stanzwerke vormals Gebrüder Ullrich“ in eine Aktiengesellschaft umgewandelt, denn in diesem Jahr trennten sich die Brüder Ullrich. Franz Ullrich übersiedelte nach Annweiler, wo sein Sohn Gustav bereits 1889 eine „Meterfabrik“ gegründet hatte, aus der später das noch heute bestehende Unternehmen Stabila hervorging.
Der Betrieb von Anton Ullrich wurde ständig erweitert, so dass im Jahre 1887 auch unter anderem in Schifferstadt ein Emaillierwerk gegründet wurde.
Bedingt durch den Ersten Weltkrieg erlitt die Firma drastische wirtschaftliche Einbußen, die Maßstabfertigung wurde 1918 aufgegeben. Nach dem Tod von Ullrichs Sohn August Ullrich, im Jahr 1927, ging die Firma 1928 in Konkurs.

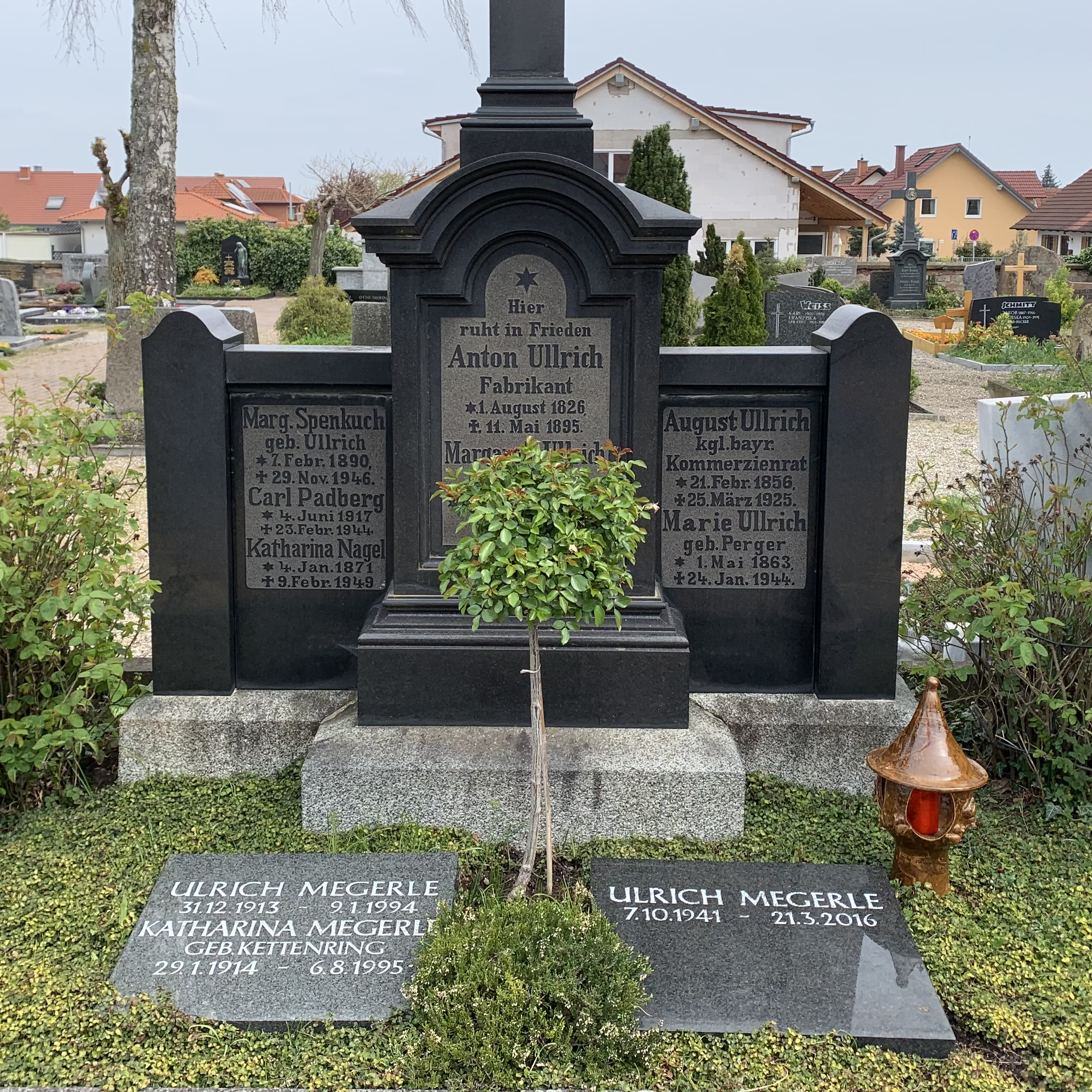
Familiengrab der Ullrichs in Maikammer

## Gedenken
- Im Jahr 2015 wurde die Gebrüder-Ullrich-Realschule Plus Maikammer-Hambach nach den Brüdern Ullrich benannt.[4]
- Zur Erinnerung an die Ullrich-Brüder wurde auf einem der Maikammerer Kreisverkehre ein Gliedermaßstab als Kunstwerk errichtet.

## Veröffentlichungen
- Franz Berthold: Die Ullrich'schen Werke – Ein Beitrag zur Industriegeschichte der Pfalz. Annweiler, 1990